# Mory Condé
Pour les articles homonymes, voir Condé.
Mory Condé, est un activiste et homme politique guinéen.
II est le ministère de l'urbanisme, de l'habitat et de l'aménagement du territoire, chargé de la récupération des domaines spoliés de l’Etat depuis le 13 mars 2024.

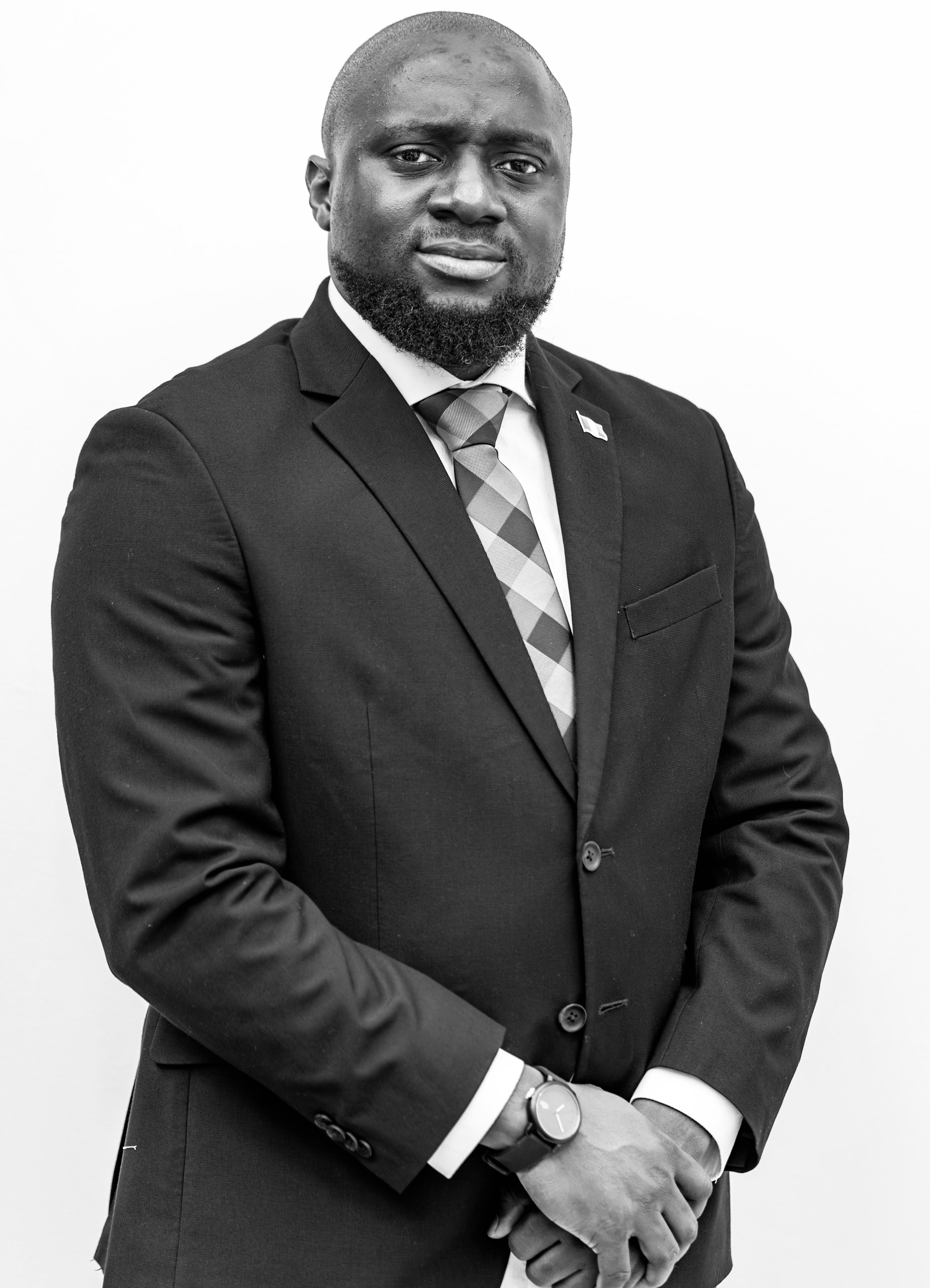
Mory Condé au MUHAT en 2024

il est le Ministre de l'Administration du territoire et de la Décentralisation dans le gouvernement dirigé par Mohamed Béavogui du 27 octobre 2021, puis celle de Bernard Goumou du 20 août 2022 au 19 février 2024.

## Biographie
Fils d’ingénieur agronome et orphelin de mère a fait ses études préuniversitaire en Guinée notamment le Baccalauréat au lycée 3 avril  puis une maitrise en philosophie politique à l'Université Julius-Nyerere de Kankan puis masters en management et gestion de Galilée International Management Institute (GIMI) d'Israël.
Mory Condé a été invité par le secrétaire général des Nations Unies Banki Moon pour prendre part à la conférence de mobilisation des ressources en faveur des pays touchés par Ebola tenue à New York en juillet 2015.
Condé a été invité par le département d'Etat Américain pour la Bourse IVLP dans cinq universités américain pour les cours de management et leadership et en Angleterre à ICPS London school pour des cours de planification.

## Parcours professionnel

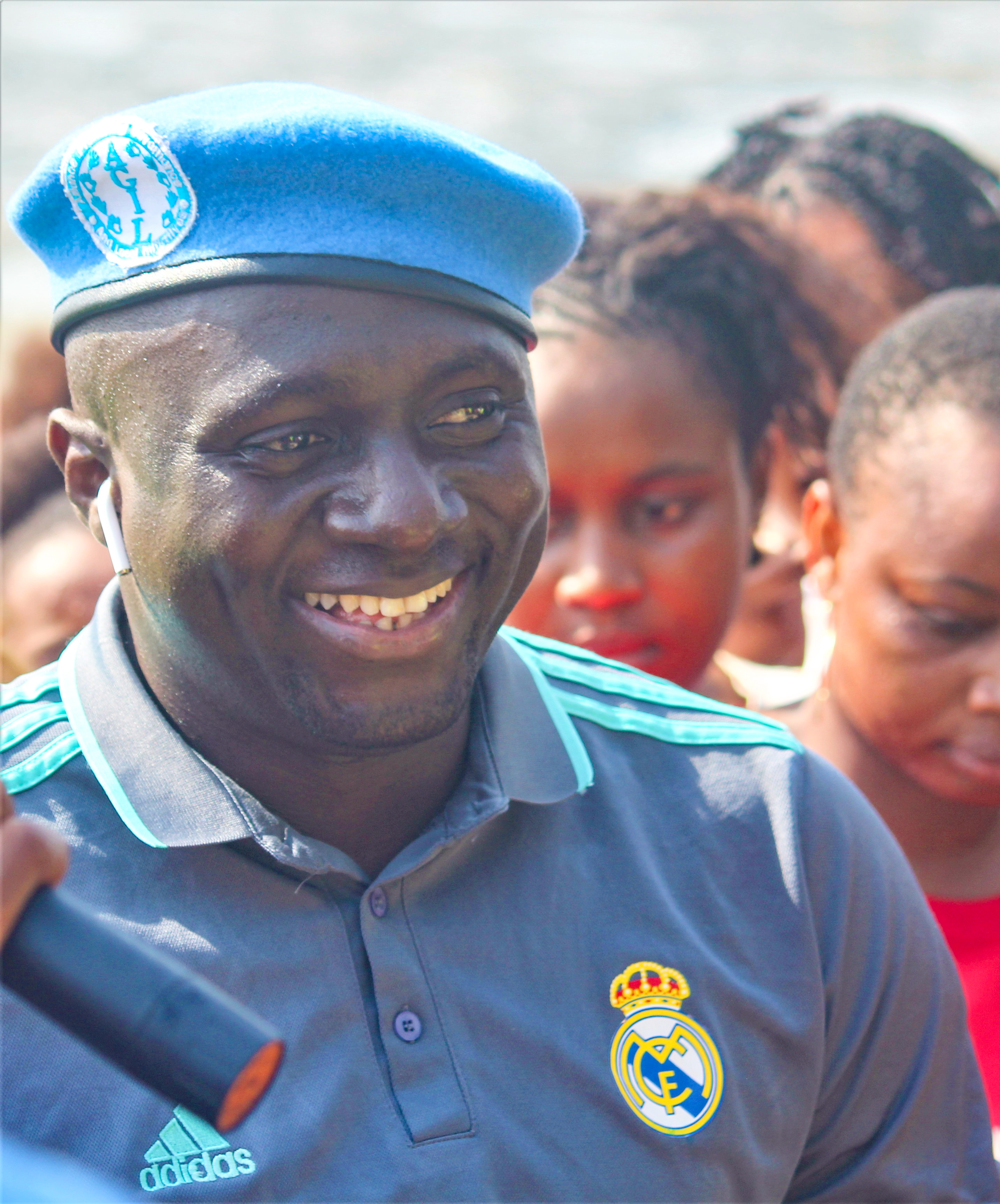
Mory Condé à la Plage de Tayaki en 2020

Il commence sa carrière dans le secteur associatif, entant qu'animateur local pour prévenir les maladies sexuellement transmissibles a travers les programmes PRISM et OXFAM dans sa région natale. Entre 2005 et 2007, Mory Condé s'engage avec le PNUD comme volontaire éducateur avant d'intégrer l’ADIC (Association pour le Développement des Initiatives Communautaires), où ses fonctions évoluent d’assistant coordonnateur à superviseur, chargé notamment du projet Faisons Ensemble Démocratie soutenu par l’USAID, parmi d'autres initiatives notables.
En tant que humanitaire, il participer notamment en Guinée, en Sierra Leone, au Congo (RDC), au Tchad et en Mauritanie, dans la gestion des crises sanitaires et humanitaires telles que celles liées à la sécheresse, aux crises sécuritaires, au paludisme, à la tuberculose, à la Covid-19, à Ebola ou encore au choléra. Il participe a l'élaboration des réponses stratégiques, grâce notamment au soutien d’organisations internationalement.
Avant d'être ministre, il était le directeur exécutif de l'alliance pour la promotion de la gouvernance et des initiatives locales (AGIL international) depuis sa création le 22 septembre 2006 et secrétaire de l'Organisation guinéenne de défense des droits de l’homme et du citoyen (OGDH).

## Ministre
Il est nommé par décret le 27 octobre 2021, Ministre de l'Administration du territoire et de la Décentralisation en remplacement du général Bouréma Condé.
Le 19 février 2024, le gouvernement Bernard Goumou dont il est membre est dissout par le Comité national du rassemblement pour le développement (CNRD).
Le 13 mars 2024, il est nommé Ministère de l'Urbanisme, de l'Habitat et de l'Aménagement du territoire, Chargé de la Récupération des Domaines Spoliés de l’Etat dans le gouvernement diriger par Bah Oury en remplacement d'Ibrahima Kalil Condé.